# Sociale mobilisatie
Sociale mobilisatie is het in beweging komen van een belangrijk deel van de bevolking om bepaalde doelen te bereiken. Dit kan via een relatief langzaam proces van bewustwording en emancipatie, maar ook via stakingen, betogingen en revoluties. Sociale mobilisatie kan in gang worden gezet door sociale bewegingen vanuit de bevolking, maar kan ook in gang worden gezet door de overheid.
De Verenigde Naties gebruikt sociale mobilisatie voor de emancipatie van vrouwen.